# Chorab (powiat toruński)
Chorab – osada w Polsce położona w województwie kujawsko-pomorskim, w powiecie toruńskim, w gminie Łysomice.
W latach 1975–1998 miejscowość administracyjnie należała do województwa toruńskiego.
13 czerwca 2017 odsłonięto tu z inicjatywy samorządu wojewódzkiego, Nadleśnictwa Toruń i gminy Łysomise obelisk pamięci Żydówek, zamordowanych w mieszczącej się tu pod koniec drugiej wojny światowej filii niemieckiego obozu koncentracyjnego Stutthof. Kobiety (około 1700) więzione w obozie pochodziły z Polski, Czech, Litwy, Łotwy, Niemiec, Rumunii, Węgier i Słowacji. Obóz działał od połowy września 1944 do połowy stycznia 1945, a Żydówki wykorzystywano do budowy umocnień w okolicach Torunia. Podczas likwidacji obozu Niemcy zamordowali około 150 kobiet, które były niezdolne do wymarszu. 